# Източен Йерусалим
Източен Йерусалим е част от Йерусалим, считана за столица на Държавата Палестина.
Тя се контролира от Йордания от Арабско-израелската война от 1948 г. до Шестдневната война през 1967. Там е Старият град и едни от най-свещените места за евреите, мюсюлманите и християните, включително Стената на плача и Храмовия хълм. Източен Йерусалим е в основата на арабско-израелския конфликт, като войнстващите фракции водят словесни и военни спорове за контрол върху него.